# Frluga
Frluga je naselje v Občini Krško.